# Arrondissement Saint-Benoît
Arrondissement Saint-Benoît (fr. Arrondissement de Saint-Benoît) je správní územní jednotka ležící v zámořském departementu a regionu Réunion ve Francii. Člení se dále na 5 kantonů a šest obcí.

## Kantony
- Saint-André-1 (částečně)
- Saint-André-2
- Saint-André-3
- Saint-Benoît-1
- Saint-Benoît-2